# 沙河市
沙河市是中华人民共和国河北省的一个县级市，由邢台市代管。总面积958平方公里，市人民政府駐褡裢街道太行大街。

## 历史
沙河市古为燕州地，春秋时属晋，战国时属赵，隋以前属龙冈县地，隋开皇16年(596年)以境内横贯东西的大沙河命名为沙河县。1987年2月撤县设市，1988年被批准为对外开放城市。

## 人口
根据第七次全国人口普查数据，2020年11月1日零时，沙河市常住人口为431746人，占邢台市总人口6.07％。全市常住人口中，男性人口占比50.28%；女性人口占比49.72%。年龄构成方面，0~14岁人口占比25.59%，15~59岁人占比59.30%，60岁及以上人口占比15.11%，65岁及以上人口占比10.23%。

## 地理
沙河市位于河北省南部，太行山东麓。地势西高东低（地形中西部为太行山脉丘陵地带，东部则属于华北平原），山区、丘陵、平原各占三分之一。
沙河市属大陆性季风气候，四季分明。年平均气温13.1℃，平均无霜期207天，平均降水量529毫米，多集中于夏季。

## 行政区划
沙河市下辖5个街道办事处、6个镇、4个乡：
- 街道：褡裢街道、桥东街道、桥西街道、赞善街道、周庄街道
- 镇：沙河城镇、新城镇、白塔镇、十里亭镇、綦村镇、留村镇
- 乡：册井乡、刘石岗乡、柴关乡、蝉房乡

其中沙河城镇和留村乡由邢台高新区管理。

## 交通
- 铁路：京广铁路沙河市站、沙午铁路
- 公路： 京港澳高速、 107国道、 222省道、 329省道
- 航空：邢台褡裢机场亦设在境内。

## 经济
沙河境内煤炭、铁、瓷土矿产资源储量较丰富，大量供给给附近的邢台、邯郸等国家重点钢铁企业。工业以冶金和建材业为主，全市有百多家玻璃生产企业，被誉为“中国玻璃城”。农业主产蛋鸡、小麦、稻谷和玉米等，特产鸭梨、板栗、核桃、李子、杏、葡萄和柿子。

## 景点
- 秦王湖（东石岭水库）
- 北武当山（俗称“老爷山”）

## 教育

### 高中
- 沙河市第一中学
- 沙河市第二高级中学
- 二十冶第三中學

### 初中
- 沙河市二中
- 沙河市实验中学
- 沙河市城关中学
- 沙河师范中学
- 沙河北掌乡中学
- 沙河市第四中学

### 中专
- 沙河市职教中心